# Pedro Azpiazu
Pedro María Azpiazu Uriarte né le 28 avril 1957 est un homme politique espagnol membre du Parti nationaliste basque.
Il est député de Biscaye du 12 mars 2000 au 28 novembre 2016 pour les VIIe, VIIIe, IXe, Xe, XIe et XIIe législatures.

## Biographie
Il est marié.

### Profession
Il est titulaire d'une licence en sciences économiques.

### Carrière politique
Le 12 mars 2000, il est élu député pour Biscaye au Congrès des députés et réélu en 2004, 2008, 2011, 2015 et 2016. Il démissionne en décembre 2016 pour devenir conseiller aux Finances du Gouvernement basque.